# Porites stephensoni
Porites stephensoni is een rifkoralensoort uit de familie van de Poritidae. De wetenschappelijke naam van de soort is voor het eerst geldig gepubliceerd in 1952 door Crossland.